# Guido Boni
|  | Aquest article tracta sobre el ciclista. Si cerqueu el gimnasta, vegeu «Guido Boni (gimnasta)». |

Guido Boni (Gattaia, Vicchio, Província de Florència, 4 de novembre de 1933 - Florència, 28 de juny de 2014) va ser un ciclista italià, que fou professional entre 1954 i 1963. En el seu palmarès destaca una victòria d'etapa al Giro d'Itàlia.

## Palmarès
- 1956
  - 1r al Trofeu de l'U.V.I.
  - 1r al Gran Premi de Pistoia
  - Vencedor d'una etapa de la Volta a Suïssa
- 1958
  - Vencedor d'una etapa del Giro d'Itàlia

### Resultats al Giro d'Itàlia
- 1955. 19è de la classificació general
- 1956. Abandona
- 1957. 19è de la classificació general
- 1958. 24è de la classificació general. Vencedor d'una etapa
- 1959. 22è de la classificació general
- 1960. 48è de la classificació general
- 1961. 51è de la classificació general
- 1962. Abandona

### Resultats al Tour de França
- 1961: Abandona (14a etapa)
- 1962: 48è de la classificació general

### Resultats a la Volta a Espanya
- 1957: 11è de la classificació general
- 1959: 17è de la classificació general